# Ozero Beloje (sjö i Belarus, Homels voblast)
Ozero Beloje (ryska: Озеро Белое) är en sjö i Belarus.   Den ligger i voblasten Homels voblast, i den centrala delen av landet, 170 km söder om huvudstaden Minsk. Ozero Beloje ligger 134 meter över havet. Arean är 1,5 kvadratkilometer. Den sträcker sig 2,3 kilometer i nord-sydlig riktning, och 1,4 kilometer i öst-västlig riktning.
I omgivningarna runt Ozero Beloje växer i huvudsak blandskog. Runt Ozero Beloje är det glesbefolkat, med 16 invånare per kvadratkilometer.